# BET Awards 2018
Die BET Awards 2018 waren die 18. von Black Entertainment Television (BET) vergebenen BET Awards, die an Künstler in den Bereichen Musik, Schauspiel, Film und Sport vergeben wurden. Die Verleihung fand am 24. Juni 2018 im Microsoft Theater, Los Angeles, Kalifornien statt. Die Moderation übernahm Jamie Foxx, der nach den BET Awards 2009 nun zum zweiten Mal als Moderator aktiv war. Den Preis für das Lebenswerk erhielt Anita Baker, den Humanitarian Award Mamoudou Gassama.
Am häufigsten nominiert war DJ Khaled mit sechs Nominierungen. Am häufigsten gewannen Kendrick Lamar und Cardi B mit zwei gewonnenen Preisen.

## Liveauftritte
| Künstler                              | Song(s)                                                                     |
| Main show                             | Main show                                                                   |
| ------------------------------------- | --------------------------------------------------------------------------- |
| Jay Rock                              | Win                                                                         |
| J. Cole Daniel Caesar Wale            | Intro Friends                                                               |
| Migos                                 | Walk It Talk It Stir Fry                                                    |
| Miguel                                | Come Through and Chill Sky Walker                                           |
| SiR                                   | War                                                                         |
| Nicki Minaj YG 2 Chainz Big Sean      | Chun-Li Rich Sex Big Bank                                                   |
| H.E.R. Daniel Caesar                  | Focus Best Part                                                             |
| Marsha Ambrosius Ledisi Yolanda Adams | Tribute to Anita Baker Caught Up in the Rapture Sweet Love You Bring Me Joy |
| Meek Mill Miguel                      | Stay Woke                                                                   |
| Ella Mai                              | Boo'd Up                                                                    |
| Janelle Monáe                         | Django Jane I Like That                                                     |
| Snoop Dogg                            | What’s My Name (Who Am I?) The Next Episode                                 |
| Snoop Dogg Sly Pyper Tye Tribbett     | Sunrise You                                                                 |

## Präsentatoren
Die ersten Präsentatoren wurden am 11. Juni bekannt gegeben, der Rest am 14. Juni.
- Kevin Hart
- LL Cool J
- Yvonne Orji
- Jason Mitchell
- Chloe x Halle
- Bobby Brown
- Trevor Jackson
- Jacob Latimore
- T.I.
- Gabrielle Dennis
- Woody McClain
- Mike Colter
- Amandla Stenberg
- Tyler Perry
- Regina Hall
- Omari Hardwick
- Tika Sumpter
- SZA

## Gewinner und Nominierte
Die Gewinner sind fett markiert und vorangestellt.
| Album of the Year | Video of the Year |
| --- | --- |
| - DAMN. – Kendrick Lamar - 4:44 – Jay-Z - Black Panther: The Album – Kendrick Lamar & Various artists - Ctrl – SZA - Culture II – Migos - Grateful – DJ Khaled                                                                 | - Drake – God’s Plan - Bruno Mars featuring Cardi B – Finesse (Remix) - Cardi B – Bodak Yellow - DJ Khaled featuring Rihanna & Bryson Tiller – Wild Thoughts - Kendrick Lamar – HUMBLE. - Migos featuring Drake – Walk It Talk It                                                                                      |
| Coca-Cola Viewers’ Choice Award | Best Collaboration |
| - Cardi B – Bodak Yellow - DJ Khaled featuring Rihanna & Bryson Tiller – Wild Thoughts - Drake – God’s Plan - Kendrick Lamar – HUMBLE. - Migos, Nicki Minaj & Cardi B – MotorSport - SZA featuring Travis Scott – Love Galore  | - DJ Khaled featuring Rihanna & Bryson Tiller – Wild Thoughts - Bruno Mars featuring Cardi B – Finesse (Remix) - Kendrick Lamar featuring Rihanna – LOYALTY. - Cardi B featuring 21 Savage – Bartier Cardi - DJ Khaled featuring Jay-Z, Future & Beyoncé – Top Off - French Montana featuring Swae Lee – Unforgettable |
| Best Female R&B/Pop Artist | Best Male R&B/Pop Artist |
| - Beyoncé - H.E.R. - Kehlani - Rihanna - SZA | - Bruno Mars - Chris Brown - Daniel Caesar - Khalid - The Weeknd |
| Best Female Hip Hop Artist | Best Male Hip Hop Artist |
| - Cardi B - Dej Loaf - Nicki Minaj - Rapsody - Remy Ma | - Kendrick Lamar - DJ Khaled - Drake - J. Cole - Jay-Z |
| Best Duo/Group | Best New Artist |
| - Migos - N.E.R.D - Rae Sremmurd - A Tribe Called Quest - Chloe x Halle | - SZA - A Boogie wit da Hoodie - Daniel Caesar - GoldLink - H.E.R. |
| Dr. Bobby Jones Best Gospel/Inspirational Award | BET Her Award |
| - Lecrae featuring Tori Kelly – I’ll Find You - Marvin Sapp – Close - Ledisi & Kirk Franklin– If You Don’t Mind - Snoop Dogg featuring B.Slade – Words Are Few - Tasha Cobbs Leonard featuring Nicki Minaj – I’m Getting Ready | - Mary J. Blige – Strength of a Woman - Janelle Monáe – Django Jane - Remy Ma featuring Chris Brown – Melanin Magic (Pretty Brown) - Leikeli47 – 2nd Fiddle - Lizzo – Water Me - Chloe x Halle – The Kids Are Alright                                                                                                  |
| Video Director of the Year | Best Movie |
| - Ava DuVernay - Benny Boom - Director X - Chris Brown - Dave Meyers | - Black Panther - Das Zeiträtsel - Girls Trip - Mudbound - Detroit |
| Best Actress | Best Actor |
| - Tiffany Haddish - Angela Bassett - Issa Rae - Taraji P. Henson - Lupita Nyong’o - Letitia Wright | - Chadwick Boseman - Denzel Washington - Sterling K. Brown - Michael B. Jordan - Daniel Kaluuya - Donald Glover |
| YoungStars Award | Best International Act |
| - Yara Shahidi - Caleb McLaughlin - Lonnie Chavis - Marsai Martin - Miles Brown - Ashton Tyler | - Davido (Nigeria) - Stormzy (UK) - Fally Ipupa (DR Kongo) - Cassper Nyovest (Südafrika) - Tiwa Savage (Nigeria) - Niska (Frankreich) - Distruction Boyz (Südafrika) - Sjava (Südafrika) - Stefflon Don (UK) - J Hus (UK) - Dadju (Frankreich) - Booba (Frankreich)                                                    |
| Sportswoman of the Year | Sportsman of the Year |
| - Serena Williams - Elana Meyers Taylor - Candace Parker - Skylar Diggins-Smith - Venus Williams | - LeBron James - Dwyane Wade - Odell Beckham Jr. - Stephen Curry - Kevin Durant |

## Spezialpreise
- Lifetime Achievement Award: Anita Baker
- Humanitarian Award: Mamoudou Gassama, Naomi Wadler, Justin Blackman, Shaun King, Anthony Borges und James Shaw Jr.
- Ultimate Icon Award: Debra L. Lee
- Shine A Light Award: Brittany Packnett